# Anthony Heald
Philip Anthony Mair Heald (* 25. August 1944 in New Rochelle, New York) ist ein US-amerikanischer Schauspieler.

## Leben
Heald wuchs auf der New Yorker Insel Long Island in Massapequa Park auf.
Nach Abschluss der Schule studierte Heald an der Michigan State University. Während seines Studiums, das er 1971 beendete, hatte er erste Auftritte in einer Theatergruppe. Während der folgenden 15 Jahre arbeitete er hauptsächlich am Theater. Nach Auftritten am Broadway war er zweimal für den Tony Award nominiert, einmal für seine Rolle in dem Stück Love! Valour! Compassion! und für seinen Auftritt in dem Musical Anything Goes.
Ab Anfang der 1980er Jahre war Heald auch als Schauspieler in Kinofilmen und im Fernsehen tätig, wobei er zunächst überwiegend kleinere Nebenrollen übernahm. Einem größeren Publikum wurde er in der Rolle des Anstaltsdirektors Dr. Frederick Chilton im Film Das Schweigen der Lämmer bekannt. Ab dem Jahr 2000 übernahm er eine der Hauptrollen der Serie Boston Public des Produzenten David E. Kelley. Er spielte dort den leicht cholerischen stellvertretenden Schuldirektor Scott Guber.
Im Jahr 2002 übernahm er in Roter Drache, einem Prequel zu Das Schweigen der Lämmer, erneut die Rolle des Dr. Chilton. Durch den Erfolg in der Rolle des Anstaltsdirektors und Hannibal-Lecter-Gegenspielers war Heald zunehmend auf Rollen als zwielichtiger Schurke festgelegt (siehe Type-Casting). Die ständigen Rollenangebote langweilten ihn zunehmend. Er wolle nicht immer wieder „den Abschaum im Anzug“ spielen. So wandte er sich ab 2007 wieder verstärkt dem Theater zu, um abwechslungsreichere Rollen spielen zu können.
Im Jahr 2008 übernahm er die Rolle des Spielleiters in Thornton Wilders Stück Unsere kleine Stadt. Im folgenden Jahr spielte er den William Shagspeare in Bill Cains Theaterstück Equivocation. Im Rahmen des Oregon Shakespeare Festivals übernahm Heald 2010 die Rolle des jüdischen Geldverleihers Shylock in Shakespeares Der Kaufmann von Venedig.
Neben seiner Tätigkeit als Schauspieler ist Heald auch als Sprecher für die Produktion von Hörbüchern tätig.
Nach Jahren in New York und Los Angeles zog Heald 1996 mit seiner Familie ins ländliche Oregon. Er lebt dort mit seiner Frau Robin Herskowitz-Heald in der Kleinstadt Ashland. Das Paar hat eine Tochter und einen Sohn.

## Filmografie
- 1976: Judge Horton and the Scottsboro Boys (Fernsehfilm)
- 1983: Silkwood
- 1984: Die Aufsässigen (Teachers)
- 1985: Spenser (Fernsehserie, 1 Folge)
- 1987: Nichts als Ärger mit dem Typ (Outrageous Fortune)
- 1987: Happy New Year
- 1987: Kellerkinder - Orphans (Orphans)
- 1990: Grüße aus Hollywood (Postcards from the Edge)
- 1991: Law & Order Politische Verwicklungen, Fernsehserie
- 1991: Das Schweigen der Lämmer (The Silence of the Lambs)
- 1991: Ein Vermieter zum Knutschen (The Super)
- 1992: Stimmen im Dunkel (Whispers in the Dark)
- 1993: Die Akte (The Pelican Brief)
- 1993: Little Jo – Eine Frau unter Wölfen (The Ballad of Little Jo)
- 1994: Der Klient (The Client)
- 1995: Kiss of Death
- 1995: Durchgeknallt und auf der Flucht (Bushwhacked)
- 1996: Die Jury (A Time to Kill)
- 1998: Octalus – Der Tod aus der Tiefe (Deep Rising)
- 1999: 8mm – Acht Millimeter (8MM)
- 2000: Akte X – Die unheimlichen Fälle des FBI (The X Files, Fernsehserie, eine Folge)
- 2000–2004: Boston Public
- 2000: Lebenszeichen – Proof of Life (Proof of Life)
- 2002: Roter Drache (Red Dragon)
- 2004: Navy CIS (Gastauftritt, 1 Episode)
- 2005–2008: Boston Legal (Fernsehserie, acht Folgen)
- 2006: S.H.I.T. – Die Highschool GmbH (Accepted)
- 2006: X-Men: Der letzte Widerstand (X-Men: The Last Stand)
- 2006: The Closer (Fernsehserie, eine Folge)
- 2012: Laid Off (Fernsehserie, eine Folge)
- 2013: Monday Mornings (Fernsehserie, vier Folgen)
- 2014: Sam & Cat (Fernsehserie, eine Folge)
- 2016: The Stairs (Kurzfilm)
- 2020: Alone – Du kannst nicht entkommen (Alone)